# Requiem Chevalier Vampire
A Requiem Chevalier Vampire (rajongói fordításban; Requiem-Vámpír lovag)  egy francia goth-cyberpunk képregénysorozat. Szerzői a brit képregény keresztapjaként emlegetett forgatókönyvíró Pat Mills, és Olivier Ledroit rajzoló.

## A történet
A főszereplő Heinrich Augsburg náci katona volt a második világháborúban az orosz fronton. Még Berlinben hűséget fogadott kedvesének, a zsidó Rebeccának, ám a lány egy napon eltűnt, de előtte arra kérte őt hogy találja meg ha valóban úgy érzi: egy életre összetartoznak.
Heinrich sebesülten feküdt a hóban mikor az orosz katonák megtalálták, és átkutatták, elvették tőle a lány fényképét. Erre heves ellenállásba kezdett, mire az orosz főbe lőtte. Heinrich belehal; agóniájának víziói, melyben a Gestapo embereit és Rebeccát látja, átsodorják a lelkét a pokolba, a kezében Rebecca fotójával.
A túlvilágon szemtanúja egy másik összecsapásnak, ami a zombiszerű holtak és egy fekete fémpáncélba bújt idegen között zajlik. Heinrich felháborodik azon, hogy a zombikon a német hadsereg egyenruháját és a vaskeresztet látja ezért a másik oldalra áll. Hálából, mert „tartozik neki a halállal” az idegen felkínálja neki a saját létformáját. Leveszi a fémmaszkot és kiderül, hogy egy vámpír: Ottó von Todt, a feltámadottak seregének kapitánya.
Heinrich vele tart és Ottó a mestere figyelmébe ajánlja, a Limbó dimenziójában, ahol az idő visszafelé folyik és tilosak a tükrök. Kétéves kegyetlen kiképzést követően lovaggá ütik Requiem néven. Heinrich szabadon eltávozhat, újra találkozik Ottóval, és az új családja oldalán harcol, de képtelen elfelejteni volt élete emlékeit és Rebeccát.

## Részei
- Resurrection (2000. november) – ISBN 2-9144-2004-8
- Danse Macabre (2001 szeptember) – ISBN 2-9144-2001-3
- Dracula (2002. május) – ISBN 2-9144-2002-1
- Le Bal des Vampires (2003. november) – ISBN 2-9144-2005-6
- Dragon Blitz (2004. november) – ISBN 2-9144-2008-0
- Hellfire Club (2005. november) – ISBN 2-9144-2012-9
- Le Couvent des soeurs de sang (2007. február) – ISBN 2-9144-2019-6

A kiadásokat követte a Claudia Chevalier Vampire, már Franck Tacito együttműködésével.
Részei:
- La Porte des Enfers (2004. december) – ISBN 2-9144-2007-2
- Femmes Violentes (2006. december) – ISBN 2-9144-2018-8

## Jellemzői
A kegyetlenkedés, kínzások, halál ábrázolása művészi igényességgel történik, jóllehet szuggesztív volta miatt a fiatalabb korosztályoknak nem ajánlják.
A rajzok részletgazdagságából kifolyóan a Warhammer-hez szokták hasonlítani, a történet pedig az amerikai Spawn-nal mutat rokon vonásokat (mindkét főszereplő fegyveres szolgálatot teljesít, mindketten eladják a lelküket, mindketten szerelmesek, stb), de sokkal patetikusabb annál. Mind a festés, mind a vonalkultúra nagyon igényes. A színvilága meghatározó, jellemző az éles ellentét: sötét-világos, fekete-sápadt csont fehér és az izzó vörös. Visszatérő szimbólumok a vaskereszt, a náci horogkereszt és a fordított kereszt. A megjelenő szereplők a punk-gótikus stílus minden jegyét magukon viselik, mind külsejükben, mind jellemükben.
A vámpírok összetartozását a hasonló ruházkodás (fekete-vörös páncél) és a sminkjük jelzésével oldották meg. Mégis minden karakter könnyen felismerhető a saját egyedi kiegészítői segítségével, mint a frizurájuk, vagy a páncéljuk. A vérivás nem egyszerű gyilkosság inkább dekadens tevékenység.
A történetben feltűnik Dracula, mint az „örök-vámpír”, Báthory Erzsébet és Aleister Crowley is.

## Szereplők
- Requiem- a sorozat főhőse. Halandó német polgárként szerelembe esett egy szép zsidó lánnyal Rebeccával, akit aztán elhurcolt a Gestapo. Később a férfit besorozták és az orosz frontra vezényelték, ahol sok embert megölt, míg maga is erre a sorsra jutott.  A Feltámadás (Résurrection) nevű helyen tért magához, ahol találkozott egy valaha volt SS tiszttel, Ottóval és barátságot fogadnak egymásnak. Új ismerőse magával viszi, hogy vámpír lovag lehessen belőle. Felavatása után ismét csatlakozik Ottóhoz a lemúrok elleni harcban, ahol a vérben fürdő kardja megidézi neki Rebecca szellemét. A pengéből kikelő lány ara kéri, hogy ölje meg Ottót, és így bizonyítsa, hogy újra vele akar lenni.[3] Requiem azonban képtelen erre a cselekedetre.
- Otto- halandó életében náci volt, aki számos zsidó halálát okozta. Köztük volt Rebecca is, a halandó Requiem szeretője. Ottó emberi életének Rebecca nővére vetett véget. Vámpírként született újjá és Drakula seregének egyik kapitánya lett. Egyik felderítőútján élőholtak támadtak rá és fogságukba ejtették, szorult helyzetéből a frissen a túlvilágra került Requiem mentette ki. Mikor újra rátalál Rebeccára, ismét a tortúrája alá akarja vetni, de Requiem időben érkezik, hogy kiszabadítsa.
- Drakula- a vámpírok teljhatalmú uralkodója. Mikor először találkozik Requiemmel a kalapácsos Thurimot véli benne felfedezni akit századokkal előtte száműztek a Feltámadásról.

Drakula asszonya Báthory Erzsébet, erdélyi úrnő, aki 600 fiatal lány vérében fürdött. Mivel Erzsébet megkapta a „Sötétség Csókját” a Feltámadáson hiába folyik visszafelé az idő, ő soha nem fog gyermekké fiatalodni és elenyészni.
- Black Shabbat – Nekropolisz titkosrendőrségének feje, a vérbank kancellárja, ő szabja meg az árfolyamot a liter vér és az egyéb pénzek között. A földön ő volt Aleister Crowley. Lord Mortissal karöltve szeretné aláásni Drakula hatalmát, amiben az eszközt a Requiemként reinkarnálódott Thurimban látja.
- Torquemada - Farkasemberként reinkarnálódott és a kezdetekkor a lemúrokat támogatva harcolt a vámpírok ellen. Elfogása után a vámpír Claudia csatlósa lett.
- Samedi báró- a Földön hírhedt csaló volt Lucky Jones néven és kereskedők ölték meg mikor kisült, hogy rá akarja szedni őket.
- Robespierre – A Feltámadáson ő lett a rabszolgatőzsde elnöke.

## Külső hivatkozások
- rövid ismertető angol nyelven
- a sorozat borítói
- német ismertető